# بهروز مکوندی
بهروز مکوندی (زاده ۱ شهریور ۱۳۴۲ مسجدسلیمان) بازیکن فوتبال و از مربیان کنونی فعال در لیگ برتر فوتبال ایران است.مکوندی بعنوان بازیکن، بیشتر سال‌های بازی خود (۱۰ سال از ۱۹۹۳ تا ۲۰۰۳) را، در باشگاه فوتبال صنعت نفت آبادان سپری کرد.وی همکنون به عنوان دستیار عبدالله ویسی در صنعت نفت آبادان فعالیت میکند.